# Stefan Siedschlag
Stefan Siedschlag (* 8. Juni 1977 in Hamburg) ist ein ehemaliger deutscher Fußballspieler. Von 2012 bis 2019 war Co-Trainer bei Eintracht Norderstedt.

## Laufbahn
Der Rechtsfuß, dessen Schwester Alexandra Auswahlspielerin des Hamburger Fußball-Verbands war und mit dem Schmalfelder SV in der Bundesliga antrat, spielte ab der F-Jugend für den Hamburger SV, später dann im Nachwuchs des TuS Alstertal und des FC St. Pauli, ehe er als A-Jugendlicher zum HSV zurückkehrte. Er spielte bei den HSV-Amateuren, 1995 erhielt der damals noch im Sturm eingesetzte Siedschlag vom HSV einen Vertrag für die Bundesliga. In den Spieljahren 1995/96 und 1996/97 stand er im Kader des Bundesligisten, kam aber nicht zum Einsatz. Kurz nach Beginn der Saison 1996/97 ging er nach Lübeck. Dort bestritt er für den VfB Lübeck in der 2. Bundesliga 25 Partien, konnte den Abstieg des Klubs allerdings nicht verhindern. Auf zwei Spieljahre in Lübeck folgte ein Intermezzo beim damaligen Regionalligisten 1. SC Norderstedt. Mit der Mannschaft gewann er 1999 den Hamburger Pokalwettbewerb.
Aus Norderstedt wechselte Siedschlag weiter zum SC Verl, wo er sechs Saisons spielte. Beim Regionalligisten wurde er schnell zur Stammkraft im Mittelfeld. In der Saison 2002/03 stieg der SC Verl unglücklich ab, trotz des Abstiegs blieb Siedschlag bei dem nunmehr viertklassigen Verein. Nach seinem Abgang aus Verl zwei Jahre später fand Siedschlag keinen Klub, bei dem er dauerhaft blieb, obwohl er sowohl bei Kickers Emden in der Regionalliga Nord als auch bei Preußen Münster (Oberliga Westfalen) zum Stammpersonal gehörte.
Zur Saison 2007/08 zog es ihn zurück nach Hamburg. Eine Bleibe fand der erfahrene Mittelfeldspieler beim Oberligisten Altona 93. Dort bestritt er sämtliche Ligaspiele der Saison und hatte somit großen Anteil an der Qualifikation des Klubs für die neue Regionalliga Nord.
Aus dieser stieg Altona aber bereits nach der ersten Saison wieder ab. Siedschlag wechselte daraufhin zum Nachfolgeverein seines ehemaligen Klubs 1. SC Norderstedt, Eintracht Norderstedt. Dort wurde er umgehend zu einem der Führungsspieler.
2012 wurde er in Norderstedt Co-Trainer. Als Norderstedts Cheftrainer Thomas Seeliger Anfang Oktober 2016 entlassen wurde, trug Siedschlag anschließend wenige Tage als Übergangscheftrainer die Verantwortung für die Mannschaft, ehe Dirk Heyne Cheftrainer wurde und Siedschlag ins Co-Traineramt zurückkehrte. Im April 2019 wurden Heyne und Siedschlag bei dem Regionalligisten entlassen.